# Józef Wojnar (trener)
Józef Wojnar (ur. 21 lutego 1942 w Górkach Małych, zm. 1 grudnia 2024) – polski historyk, trener, ekspert w dziedzinie nauk o kultury fizycznej, specjalizujący się w fizjologii sportu; nauczyciel akademicki związany z Politechniką Opolską.

## Życiorys
Po ukończeniu szkoły średniej podjął w 1960 studia historyczne w Wyższej Szkole Pedagogicznej w Opolu, które ukończył magisterium w 1964 Rok później podjął pracę jako nauczyciel historii i wychowania fizycznego w Zasadniczej Szkole Zawodowej w Opolu. W międzyczasie w 1970 rozpoczął studia z zakresu wychowania fizycznego na Akademii Wychowania Fizycznego w Poznaniu, które ukończył w 1974. Na uczelni tej zdobył także licencję trenerskie II i I klasy w lekkoatletyce.
W 1974 zatrudnił się jako wykładowca w Studium Wychowania Fizycznego i Sportu Wyższej Szkoły Inżynieryjnej w Opolu. Na uczelni tej przeszedł przez wszystkie szczeble zawodowe aż do stanowiska profesora nadzwyczajnego, które otrzymał w 2002. Stopień naukowy doktora nauk o wychowaniu fizycznym uzyskał w 1984, a doktora habilitowanego nauk pedagogicznych w 2001. Położył wielkie zasługi w utworzenie drugiego w Polsce wydziału wychowania fizycznego, działającego w ramach uczelni typu politechnicznego, czego wyrazem było przekształcenie dotychczasowego Studium Wychowania Fizycznego i Sportu WSI w Instytut Wychowania Fizycznego i Rehabilitacji, którego został dyrektorem. Kolejnym krokiem było podniesienie tego instytutu w 1998 do rangi pełnoprawnego wydziału – Wydział Wychowania Fizycznego i Fizjoterapii, którego został pierwszym dziekanem. Praktycznie zorganizował od podstaw nowy wydział, dla którego pozyskano nowe obiekty w tzw. II kampusie przy ulicy Prószkowskiej, dokąd siedziba wydziału została przeniesiona w 2004. Poza tym uruchomiono nowe kierunki studiów: fizjoterapię oraz turystykę i rekreację. Funkcję dziekana sprawował do 2005. Następnie był prodziekanem tego wydziału do spraw nauki. Ponadto kierował Katedrą Wychowania Fizycznego i Sportu i był członkiem Senatu Politechniki Opolskiej. W 2011 przeszedł na emeryturę.
Poza działalnością naukowo-dydaktyczną i organizacyjną na Politechnice Opolskiej pracował jako trener sekcji lekkoatletycznych: AZS Opole, MKS Opole, Chemik Kędzierzyn-Koźle, Schöller Namysłów. Był trenerem kadry narodowej w rzutach oraz trenerem kadry olimpijskiej w pchnięciu kulą. Jego dorobek naukowy liczy 4 monografie i 96 artykułów w wydawnictwach krajowych i zagranicznych. W uznaniu dla swoich zasług otrzymał liczne nagrody, odznaczenia i wyróżnienia, w tym Złoty Krzyż Zasługi, Srebrny Krzyż Zasługi, Medal Komisji Edukacji Narodowej, odznaki: Zasłużony Działacz Kultury Fizyczne Zasłużonemu Opolszczyźnie i Za Zasługi dla Miasta Opola.